# Charles Douglas-Home (12e comte de Home)
Charles Alexander Douglas-Home, 12e comte de Home, (11 avril 1834 - 30 avril 1918), appelé Lord Dunglass entre 1841 et 1881, est un homme politique et noble britannique. Il est Lord Lieutenant du Berwickshire de 1879 à 1880 et Lord Lieutenant du Lanarkshire de 1890 à 1915. 

## Biographie
Il est né à The Hirsel près de Coldstream, le fils de Cospatrick Douglas-Home 11e comte de Home, et Lucy Elizabeth Montagu-Scott, fille de Henry, 2e baron Montagu de Boughton, et son épouse, Jane Douglas (la fille d'Archibald Douglas 1er baron Douglas) . Il fait ses études au Collège d'Eton et au Trinity College de Cambridge. En 1877, il hérite des vastes domaines Douglas et Angus de sa mère. Il s'agit notamment du château de Douglas, du Château de Bothwell et de terres totalisant environ 104 000 acres, principalement dans le Lanarkshire, le Roxburghshire et le Berwickshire. En 1877, son nom est légalement changé pour Charles Alexander Douglas-Home. Il hérite des titres de son père et du domaine du Berwickshire à Hirsel en 1881. 
Il occupe le poste de Lord Lieutenant du Berwickshire entre 1879 et 1890. Il est aide de camp de la reine Victoria entre 1887 et 1897 et Lord Lieutenant du Lanarkshire de 1890 à 1915. Il occupe le poste de capitaine de la Royal Company of Archers et est colonel honoraire au service des 3e et 4e bataillons, Scottish Rifles et Lanarkshire Yeomanry. En 1899, il est investi comme Chevalier Compagnon de l'Ordre du Chardon. Il est décoré du prix de la décoration territoriale. 

## Famille
Lord Home épouse Maria Grey, la fille du capitaine Charles Conrad Grey, (et petite-nièce de Charles Grey, 2e comte Grey) le 18 août 1870. Ils ont cinq enfants: 
- Charles Douglas-Home, 13e comte de Home (1873-1951)
- Mary Elizabeth Margaret Douglas-Home (décédée en 1951), épouse Richard Meade, Lord Gillford, fils aîné de Richard Meade (4e comte de Clanwilliam).
- Issobel Charlotte Douglas-Home (décédée en 1934) célibataire.
- Beatrix Douglas-Home (décédée en 1940), épouse Henry Dundas, 3e baronnet d'Arniston.
- Margaret Jane Douglas-Home (décédée en 1955), épouse Reginald Walsh, 5e baron Ormathwaite.

## Labrador Retrievers
Au cours des années 1880, Lord Home et son cousin le 6e duc de Buccleuch et le 3e comte de Malmesbury collaborent pour développer et établir la race moderne du Labrador Retriever, en croisant des lignées importées à l'origine par leurs familles respectives de Terre-Neuve dans les années 1830. La progéniture qui en résulte est considérée comme les ancêtres des Labradors modernes ,,. 